# Similosodus punctiscapus
Similosodus punctiscapus är en skalbaggsart som beskrevs av Stefan von Breuning 1963. Similosodus punctiscapus ingår i släktet Similosodus och familjen långhorningar.
Artens utbredningsområde är Laos. Inga underarter finns listade i Catalogue of Life.